# Woody Mann
Woody Mann (New York, 30 december 1952 - 27 januari 2022) was een Amerikaans jazz- en blues-gitarist.

## Biografie
Mann werd geboren in New York, waar hij van 1968 tot 1972 akoestische gitaar studeerde bij bluesgitarist dominee Gary Davis. Van 1973–1978 volgde hij privélessen, waarbij hij zich concentreerde op improvisatie bij jazzpianist Lennie Tristano. Hij ontving formeel onderwijs aan het pre-college programma van de Juilliard School, behaalde een diploma aan het Empire State College in 1974 en keerde terug naar Juilliard om post-baccalaureaatstudies in muziekprestaties en compositie te volgen van 1975–1976. Gedurende deze jaren speelde hij met de gitaristen John Fahey, Bukka White, Son House en Jo Ann Kelly.
Mann toerde door Japan, Brazilië en Europa. Hij heeft vijftien keer opgetreden op het Great Britain International Guitar Festival, waar hij de Amerikaanse ambassadeur bij het festival was. Hij trad op tijdens de World's Fair Expo in Lissabon en het Tbilisi International Guitar Festival. Hij was gastheer en coproducent van de On Patriots' Stage-concertreeks in Trenton, trad op in het Metropolitan Museum als onderdeel van de Guitar Heroes-tentoonstelling in 2011 en speelt in clubs en festivals over de hele wereld. Het bedrijf CF Martin heeft de ondertekende gitaar van Woody Mann uitgegeven. Mann richtte International Guitar Seminars and Acoustic Sessions op en heeft boeken en dvd's geschreven, waaronder The Blues Fakeboook, Anthology of Blues Guitar, The Art of Blues Guitar DVD-serie, Lisboa, The Guitar of Woody Mann en de Complete Blues Guitar Method. Hij ontwikkelde een online gitaarinstructiesite en geeft seminars en lessen over de hele wereld. Van 1981-2000 was hij docent aan The New School in New York, waar hij jazzimprovisatie, muziektheorie en akoestische blues en ragtime gitaar doceerde. Mann heeft les gegeven op gitaarworkshops en in kampen in de Verenigde Staten en in het buitenland, waaronder Puget Sound Guitar Workshop, Port Townsend Blues Festival, Jorma Kaukonen's Fur Peace Ranch, Internationale Workshop in Toscane, de Universität Hannover in Hannover, Duitsland. Hij was een bezoekende artiest aan het Berklee College of Music in Boston.
In 1999 richtte Mann Acoustic Sessions op, een bedrijf dat zich bezighoudt met muziekproductie voor televisie en films. Hij werkte als consultant voor Yazoo Records en RCA Records als historicus en musicoloog van Amerikaanse muziek uit het begin van de 20e eeuw. Hij was co-producent en muzikaal begeleider van de documentaire Harlem Street Singer, het verhaal van dominee Gary Davis.

## Overlijden
Woody Mann overleed in januari 2022 op 69-jarige leeftijd.

## Discografie
- 1997: Stories
- 1998: Stairwell Serenade
- 1999: When I've Got the Moon met Susanne Vogt
- 2000: Heading Uptown
- 2002: Get Together met Bob Brozman
- 2003: Been Here and Gone met Son House en Jo Ann Kelly
- 2004: Together in Las Vegas met Orville Johnson en John Cephas
- 2005: Waltz for Joy met Susanne Vogt
- 2005: Road Trip
- 2009: First Takes
- 2009: Donna Lombarda met Duck Baker, Bob Brozman, Ed Gerhard en Massimo Gatti
- 2010: Out of the Blue met Susanne Vogt
- 2012: Originals
- 2013: Tribute to the Reverend
- 2014: Empire Roots Band met Dave Keyes, Bill Sims jr, Brian Glassman

- Bibsys: 98010136
- Bibliothèque nationale de France: cb169864927 (data)
- Gemeinsame Normdatei: 103921443
- International Standard Name Identifier: 0000 0000 7732 9251
- Library of Congress Control Number: no93020674
- MusicBrainz: f7177377-7406-4a81-bdfa-e7a32322dd5e
- Nederlandse Thesaurus van Auteursnamen: 113497199
- Trove: 1523223
- Virtual International Authority File: 17649312
- WorldCat: E39PBJtH7BTk3MBfpXPwqc4jG3